# Chaillon
Chaillon – miejscowość i gmina we Francji, w regionie Grand Est, w departamencie Moza.
Według danych na rok 1990 gminę zamieszkiwało 105 osób, a gęstość zaludnienia wynosiła 9 osób/km² (wśród 2335 gmin Lotaryngii Chaillon plasuje się na 940. miejscu pod względem liczby ludności, natomiast pod względem powierzchni na miejscu 495.).